# La panchina
La panchina (Bænken) è un film del 2000 diretto da Per Fly.